# Košarkar naj bo (film)
Košarkar naj bo je slovenski mladinski celovečerni film o odraščanju, ljubezni, uspehu in premagovanu samega sebe, posnet po knjižni uspešnici Košarkar naj bo avtorja Primoža Suhodolčana, ki je za film napisal tudi scenarij. Režiral ga je Boris Petkovič.
Z 78.041 gledalci se je uvrstil med najbolj gledane filme v Sloveniji leta 2017 in med najuspešnejše slovenske filme v samostojni Sloveniji.
Ranta je neskončno visok, len in vedno lačen osnovnošolec, ki se mu življenje postavi na glavo, ko ga v šolsko košarkarsko ekipo povabi učitelj telovadbe Salta. Pri vseh dogodivščinah ga spremlja in spodbuja njegov najboljši prijatelj Smodlak. Srečno se zaljubi v Metko, novinarko šolskega časopisa.

## Produkcija
Film so financirali Slovenski filmski center, Filmski studio Viba film Ljubljana in Evropska unija, ki je vodilnemu producentu filma, Gustav filmu, leta 2014 nakazala 30.000 € preko razpisa Ustvarjalna Evropa (2014-2020) - MEDIA.
Film je produciral Frenk Celarc, koproducenti filma so Ritem, studio za audio in video storitve, PECL, Unicasting, MB grip - Scenske storitve, koprodukcijska hiša je Radiotelevizija Slovenija.
Primož Suhodolčan je scenarij napisal po istoimenski knjigi iz leta 1994, vendar je v film vseeno dal prizore z Metko, ki na spletno stran dodaja videoposnetke šolskih tekem in prošnje mladih za selfi s košarkarji. Metki je dal tudi večjo vlogo in delo šolske novinarke. Včasih ni vedel, kaj je bolje vključiti ali izpustiti. Uporabili so tudi pesem »Čist nor« skupine Sokoli iz leta 1990, ki je v knjigi ni.
Film so snemali po različnih osnovnih šolah v Ljubljani večinoma v osnovni šoli Vide Pregarc in drugih prizoriščih, snemanje se je začelo junija 2016 in trajalo 24 snemalnih dni v obdobju dveh mesecev.
Film sta distribuirali podjetji Fivia in Evropa-Vita, PE Vita Medic.

### Ustvarjalci o filmu
Ana Maria Mitič se je z vlogo Rantine mame vrnila v šolske čase, Matija David Brodnik je med snemanjem spoznal nove prijatelje, Gaji Filač je nova izkušnja koristila, Matjaž Javšnik se je med snemanjem zabaval, pohvalil je mlade igralce in odnos soigralke Mitičeve. Za Kostrevca je bil to prvi nastop, pohvalil je soigralce, vsi so se mu zdeli odlični.
Scenarist Suhodolčan trdi, da je na film mislil že ob pisanju knjige in da je zrasel ob filmu in stripih. Veseli ga, da jim je z ekipo končno uspelo.
Režiser Petkovič je povedal, da je Suhadolčanov fantazijski svet ponujal veliko izzivov pri adaptaciji in da je čutil odgovornost do generacij, ki so odraščale ob knjigi. Ni hotel, da bi bili liki preveč karikirani. Zanj je bil izziv tudi izbira igralcev. Ker je glavni lik  zelo visok 15-letnik, je bil nabor igralcev zelo zožan, a je Klemen po njegovem prava izbira.   
Ustvarjalci še pravijo, da mladi igralci izvrstno upodabljajo Suhadolčanov humor in razigranost in da jih odrasli v svojih vlogah imenitno spremljajo.

## Igralci
Več je virov podatkov
- Klemen Kostrevc kot Ranta
- Matija David Brodnik kot Rantin prijatelj Smodlak
- Gaja Filač kot Metka
- Marko Miladinović kot učitelj telovadbe Salta
- Lado Bizovičar kot konkurenčni trener Tini Trska
- Ana Maria Mitić kot Rantina mama
- Matjaž Javšnik  kot Rantin oče
- Gojmir Lešnjak kot učitelj Tundra
- Saša Pavček kot učiteljica Enka
- Urban Kuntarič kot Pomočnik 1
- Matic Klemenc kot Pomočnik 2
- Milivoj Roš kot Hišnik
- Filip Zevnik kot Duško
- Ivan Vastl kot Lojz
- Blaž Kozjek kot Nikša
- Liza Adamič Tomič kot Selfi dekle 1
- Nika Žun kot Selfi dekle 2
- Nataša Keser kot Novinarka

## Filmska ekipa
Vir podatkov
- Režiser: Boris Petkovič
- Scenarist: Primož Suhodolčan
- Direktor fotografije: Mitja Ličen
- Scenograf: Janez Prohinar
- Kostumografija: Tina Bonča
- Montažer: Jelena Maksimović
- Oblikovalka maske: Eva Uršič
- Oblikovalec zvoka: Borut Berden
- Producent: Frenk Celarc
- Direktor filma: Zoran Leskovšek
- Skladatelj: Nino de Gleria

## Predvajanje in odziv gledalcev
Premiero je film doživel 7. septembra 2017 v ljubljanskem Koloseju. Na ta dan si je nekaj tisoč učencev ljubljanskih osnovnih šol ogledalo film, v Koloseju so tudi razstavili filmsko tehnologijo in poučili otroke, kako nastaja film od ideje do platna. Dogodek za otroke je omogočila Mestna občina Ljubljana v sodelovanju s producenti filma. Prišli so igralci s filmsko ekipo, prireditev je povezoval Andrej Težak - Tešky, otroke je spremljala maskota Lipko.
Z rednim predvajanjem je film začel 14. septembra 2017. Košarkar naj bo je leta 2017 v slovenskih kinih privabil 78.041 gledalcev in zaslužil 295.650 €.

## Odziv kritikov
Marcel Štefančič Jr. z Mladine je filmu dal oceno PROTI. Ranto označi za tipičnega slovenskega junaka, ki bi ga ljubila le mama in ne razume, zakaj se vanj zaljubi Metka, najlepša punca v razredu. Zmotijo ga stand-up komiki v stranskih vlogah, pogosta lastnost sodobnega slovenskega filma. Ne zdi se mu pametno, da je film začel s predvajanjem v času prvenstva EuroBasket 2017, ker tako v filmu do izraza pridejo slabo posnete in zrežirane košarkarske tekme. Kritizira tudi brezčasnost likov najstnikov v filmu, mladi so po njegovem prikazani nerealistično. Vsi so pridni in sterilni, ne preklinjajo in ne počnejo barabij, cigarete, spolnost in pijača jih ne zanimajo, zato Štefančič napiše, da so igralci in ostali mladi film že zdavnaj prerasli. Gajo Filač razglasi za novo Vesno, Kostrevca in Brodnika odpiše.
Deja Crnović za Dnevnik da filmu oceno 3. Na trenutke se ji zdi, da film ne ve, ali slediti izvirni zgodbi ali duhu časa. Po njenem mnenju režiser Petkovič zagato spretno rešuje z elementi nadrealnega in prismuknjenega, s pretirano karakterizacijo odraslih in izkrivljeno perspektivo jo spomne na film Matilda in dela Wesa Andersona. Opazi tudi nekoliko zastarel jezik in Smodlakove nerodne besedne domislice. Zabavni kostumi jo spomnejo na Veličastne Tenenbaume, pogojno sprejemljivi so zanjo pomočnika trenerja konkurenčne ekipe in uporaba pesmi »Moja mama je strela« skupine Sokoli. Za vlogo Rante bi si želela koga bolj suverenega, pohvali Filačevo in Brodnika ter odrasle igralce, Mitičeva je po njenem za vlogo Rantine mame premlada. Meni, da bo kljub nekaterim časovnim prilagoditvam film aktualen za naslednje generacije, da je korekten in da svoje pomanjkljivosti dobro skriva s simpatičnostjo.
Denis Valič za Gremo v kino na 3. programu Radia Slovenija film označi za primer »koristnosti nekoristnega« po eseju Nuccia Ordina. Zanj je film po igriva in mlada, a tudi resna pripoved o prijateljstvu, sprejemanju drugačnosti in plačilu za predanost idealom. Všeč mu je, da film brez pokroviteljskega ali pridigarskega tona približa svoje vrednote mlademu občinstvu, ki je naša prihodnost in da promovira športno dejavnost. Zapis zaključi s trditvijo, da je film izvrsten, dinamičen, duhovit, iskriv in iskren in da prikazuje nadrealističen in neukrotljiv duh mladih.
Matic Majcen z Večera ga je uvrstil med manj kvalitetne televizijske filme. Visoko gledanost mladinskih filmov pripiše šolskim projekcijam, po njegovem mnenju njihova kakovost niha, nekateri hočejo za majhen denar biti v trendu, drugi zadovoljijo tudi zahtevno občinstvo in kot pozitiven primer navede film Igorja Šterka Pojdi z mano. Še en film Borisa Petkoviča, Utrip ljubezni, označi za povprečnega, več kot 20 let stara zgodba se mu zdi zastarela, po njegovem film zaman prepričuje gledalca, da je Rantina pot do uspeha težavna. Film ne  premore suspenza in negotovosti in je v primerjavi z ameriškimi filmi o premagovanju ovir nenavdihujoč. Petkovičeva zastarela režija ga ne navduši, zmotijo ga skoraj amaterski počasni posnetki. Edina stvar, ki film potegne iz brezna, so za kritika solidni mladi igralci, od njih ima najraje Brodnika, ki ga je navdušil že v prej omenjenem Šterkovem filmu. Komičnost Mitičeve, Bizovičarja in Lešnjaka se mu zdi prisiljena. Majcen ne podpira hiperprodukcije slovenskega mladinskega filma v zadnjem času, vendar se mu zdi pomembno, da naši mladi igralci dobijo več priložnosti.
V kritiki Gajinega sveta eno leto kasneje za isti časopis Majcen ponovi, da je Košarkar naj bo povprečen in nespretno zrežiran in bolj odločno napade uporabo šolskih projekcij za umetno dvigovanje gledanosti povprečnim filmom pod pretvezo podpore domačemu filmu. Opozarja, da tako kvarimo okus naslednjim generacijam filmskih gledalcev, vzdržujemo povprečnost slovenskih filmov in izkrivljamo realno sliko uspešnosti našega filma. Učitelje vzame v bran, saj ti nimajo izbire, ker imajo pri nas imajo slovenski mladinski filmi status "happeninga" in so skoraj obvezni del učnega načrta. Namigne, da je Petkovič eden tistih povprečnih filmarjev, ki se zavedajo tržne niše, ki se je odprla ob uspehu obeh filmov Gremo mi po svoje in to izkoriščajo za pridobitev trenutka slave, ki je s svojimi avtorskimi projekti ne bi mogli doseči.
Igor Harb v krajšem zapisu na svoji domači strani film oceni s 3. Meni, da je dosegel svojo ciljno publiko. Liki se mu zdijo všečni, situacije karikirane, manjka mu osrednji konflikt, nekaj dodatne dinamike po njegovem ne bi škodilo. Zmoti ga tudi neenakomeren tempo in občasno nezaključene scene, izjemo vidi v atraktivnih košarkaških tekmah. Film se mu zdi manj izpiljen od prejšnjega režiserjevega projekta, Utrip ljubezni, ki pa ni bil tako uspešen. Zaključi, da je starejše gledalce težje privabiti v kino, vendar osnovnošolcev nima za manj zahtevne gledalce, le ti naj bi bolj cenili pristen prikaz svoje družbe, kot tehnično dovršenost.
Samo Rugelj za Siol.net filma ni ocenil, komentiral je visoko gledanost filma in izrazil zaskrbljenost, ker resnejši in zahtevnejši slovenski filmi za odrasle niso tako uspešni. Navedel je Rudarja, Prebujanja in Družinico, ki so v naših kinodvoranah praktično pogoreli.

## Festivali
- 20. festival slovenskega filma v Portorožu[23]
- Nemška premiera na 22. mednarodnem festivalu otroškega in mladinskega filma Schlingel v Chemnitzu v otroški kategoriji[24][25]
- Svetovna premiera na 23. filmskem festivalu v Sarajevu v otroškem programu[26]

- Predstavitev na canski filmski tržnici v okviru 71. canskega filmskega festivala[27]

## Nagrade
- Vesna za najboljšo scenografijo (Janez Prohinar) na 20. festivalu slovenskega filma [28]
- Nagrada občinstva na 20. festivalu slovenskega filma[28]
- Tri zlate role za preseženih 75.000 gledalcev[14]
- Nagrada žaromet za filmsko zgodbo leta 2017[29]